# Spurio Oppio Cornicino
Spurio Oppio Cornicene (... – 449 a.C.) fu decemviro nel 450 a.C..

## Decemvirato
Nel 450 a.C. fu eletto tra i decemviri per il secondo decemvirato, che sebbene arrivò a produrre quello per cui era stato istituito, ovvero la riforma dell'ordinamento romano attraverso la stesura delle Leggi delle XII tavole, si caratterizzò per una forte impronta anti popolare ed autoritaria, tanto che i dieci magistrati andarono oltre il mandato conferitogli.
Allo scoppio delle ostilità contro Sabini ed Equi, mentre i due eserciti romani sotto il controllo degli altri decemviti partivano per le azioni belliche, Oppio rimase in città con il collega Appio Claudio, suo testimone e complice, nella scellerata vicenda che portò all'assassinio di Verginia, e quindi alla caduta del decemvirato..
Dopo la caduta dei decemviri, ristabilite le prerogative dei Tribuni della plebe, dai consoli Lucio Valerio Potito e Marco Orazio Barbato, e dopo il suicidio di Appio Claudio accusato dal tribuno della plebe Lucio Verginio, Spurio Oppio fu accusato dal tribuno Publio Numitorio, zio materno di Virgini, per le azioni illegali compiute ai danni dei plabei. Tradotto in carcere, si suicidò il giorno precedente al giudizio..